# Guillaume III d'Aquitaine
Pour les articles homonymes, voir Guillaume III et Guillaume de Poitiers.
Guillaume III d'Aquitaine, dit Guillaume Tête d'Étoupe, né en 910 et mort le 3 avril 963 à Saint-Maixent (Deux-Sèvres), est comte de Poitiers sous le nom de Guillaume Ier à partir de 934, et duc d'Aquitaine sous celui de Guillaume III. Il succède à son père Ebles Manzer.
Jamais reconnu duc d'Aquitaine par la chancellerie royale, il porta à partir de 959 le titre de comte du duché d'Aquitaine, puis celui de duc d'Aquitaine après 962. Fidèle à Louis d'Outremer, il obtient la charge d'abbé de Saint-Hilaire le Grand, charge qui resta attachée à celle de comte de Poitiers par la suite.
Il fit don du pays d'Herbauges et de celui de Tiffauges à Alain Barbetorte, duc de Bretagne en échange d'une aide armée.
Il épouse Adèle, fille de Rollon, duc de Normandie dont il a deux enfants :
- le duc Guillaume IV Bras-de-Fer (935 - 993) ;
- la princesse Adélaïde d'Aquitaine (952-1004) épouse du roi de France Hugues Capet.

Il crée une librairie (bibliothèque) ducale dans son palais de Poitiers.
Il est inhumé dans l'abbaye Saint-Cyprien de Poitiers.